# Dávid magyar királyi herceg
Árpád-házi Dávid (1053/55 – 1094 után) magyar királyi herceg, I. András magyar király másodszülött fia.

## Élete
Édesapja I. András magyar király, édesanyja Anasztázia kijevi hercegnő.
„Miután bátyja Salomon 1052-ben született s András a tihanyi apátság alapító levelében 1055-ben már »fiai«-ról beszél, ennélfogva Dávid valószinüleg 1055-ben már élt; születése tehát 1053/5-re esnék.” Érdekes továbbá ő és testvérének névválasztása, hiszen mindketten egy-egy régi zsidó király nevét viselik, ráadásul egyik név sem volt akkoriban széles körben elterjedt Magyarországon.
Az András és öccse, Béla között kitört háborúság miatt Anasztázia magyar királyné mindkét fiát Ausztriába menekítette, ahonnan 1063-ban, Béla halála után tértek vissza.
Dávid nem vett részt a trónharcokban bátyja és unokabátyái között, a politikával sem igazán foglalkozott. „Dávid herczeg 1094-ben mindenesetre a papi rend tagja volt.” Dávid 1094-ben gazdag adományt tett az apja által alapított tihanyi apátságnak. „Valószinüleg nemsokára 1094 után halt meg, mert az 1094 évben emlitett adományozása majdnem olyan hangon van közölve, mint valamely végrendelet; ezt pedig még abból is következtetjük, hogy a kútfők összehangzó adatai szerint Lászlónak 1095-ben bekövetkezett halála után csak Lambert, Kálmán és Álmos királyfiak voltak életben.” A Tihanyi apátságban temették el apja mellé.